# Acrotocepheus duplicornutus
Acrotocepheus duplicornutus är en kvalsterart som först beskrevs av Aoki 1965.  Acrotocepheus duplicornutus ingår i släktet Acrotocepheus och familjen Otocepheidae.

## Underarter
Arten delas in i följande underarter:
- A. d. duplicornutus
- A. d. discrepans